# 布萊斯德爾 (亞利桑那州)
布萊斯德爾（英語：Blaisdell）是位於美國亞利桑那州尤馬縣的一個非建制地區。該地的面積和人口皆未知。

## 地理
布萊斯德爾的座標為32°42′45″N 114°25′36″W / 32.71250°N 114.42667°W，而該地的平均海拔高度為55米（即180英尺）。